# 八所社・熊野社合殿

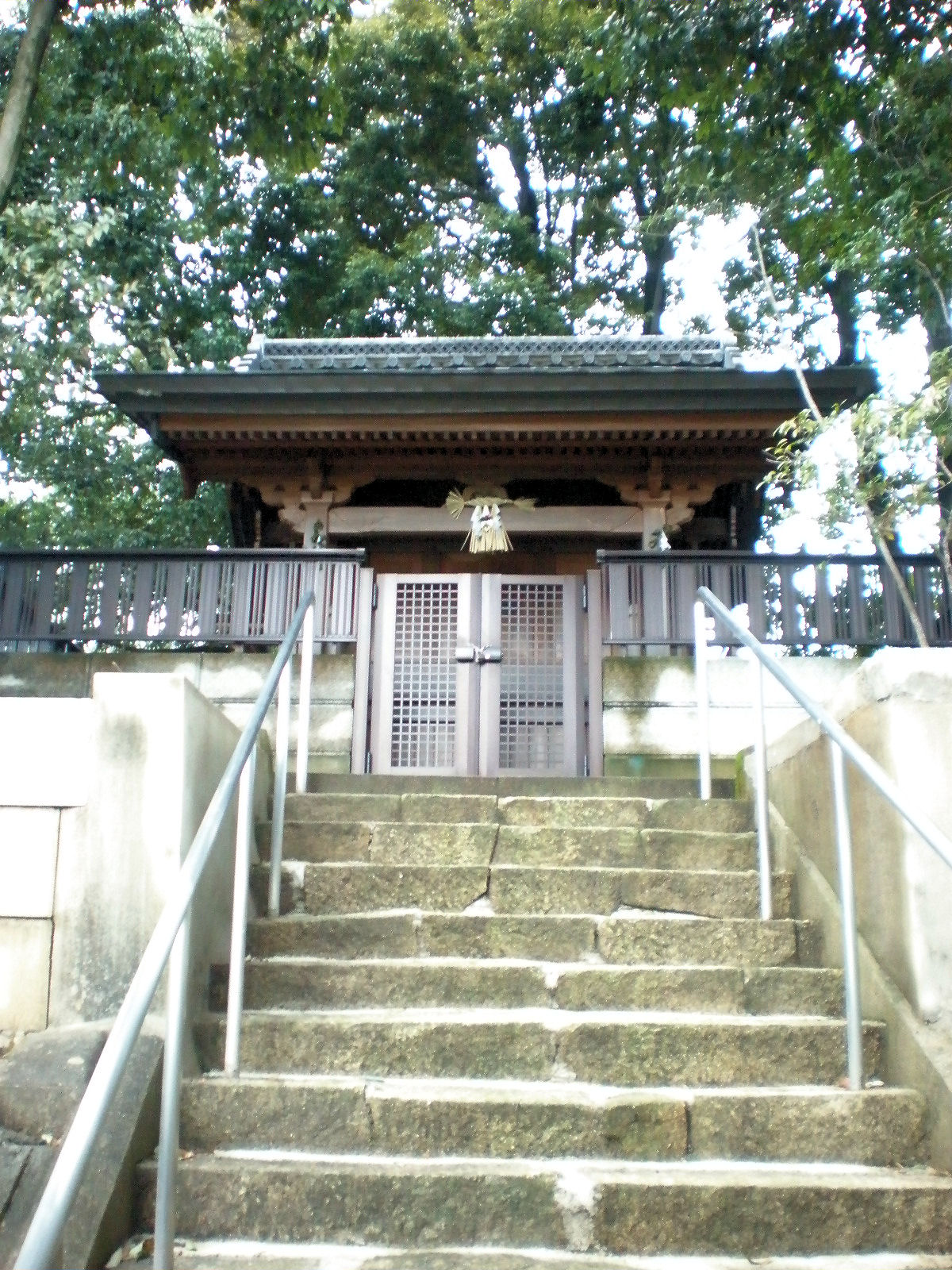
八所社・熊野社合殿の本殿

八所社・熊野社合殿（はっしょしゃ・くまのしゃごうでん）は、愛知県小牧市にある八所神社と熊野神社の合殿（神社）。境内には小松寺砦跡がある。小松寺が隣接する。

## 祭神
八所神社祭神
- 伊豫親王
- 崇道天皇
- 火雷天神
- 吉備右大神
- 文太夫
- 橘太夫
- 藤原太夫
- 藤原夫人

熊野神社祭神
- 伊邪那岐尊
- 伊邪那美尊

## 小松寺砦跡

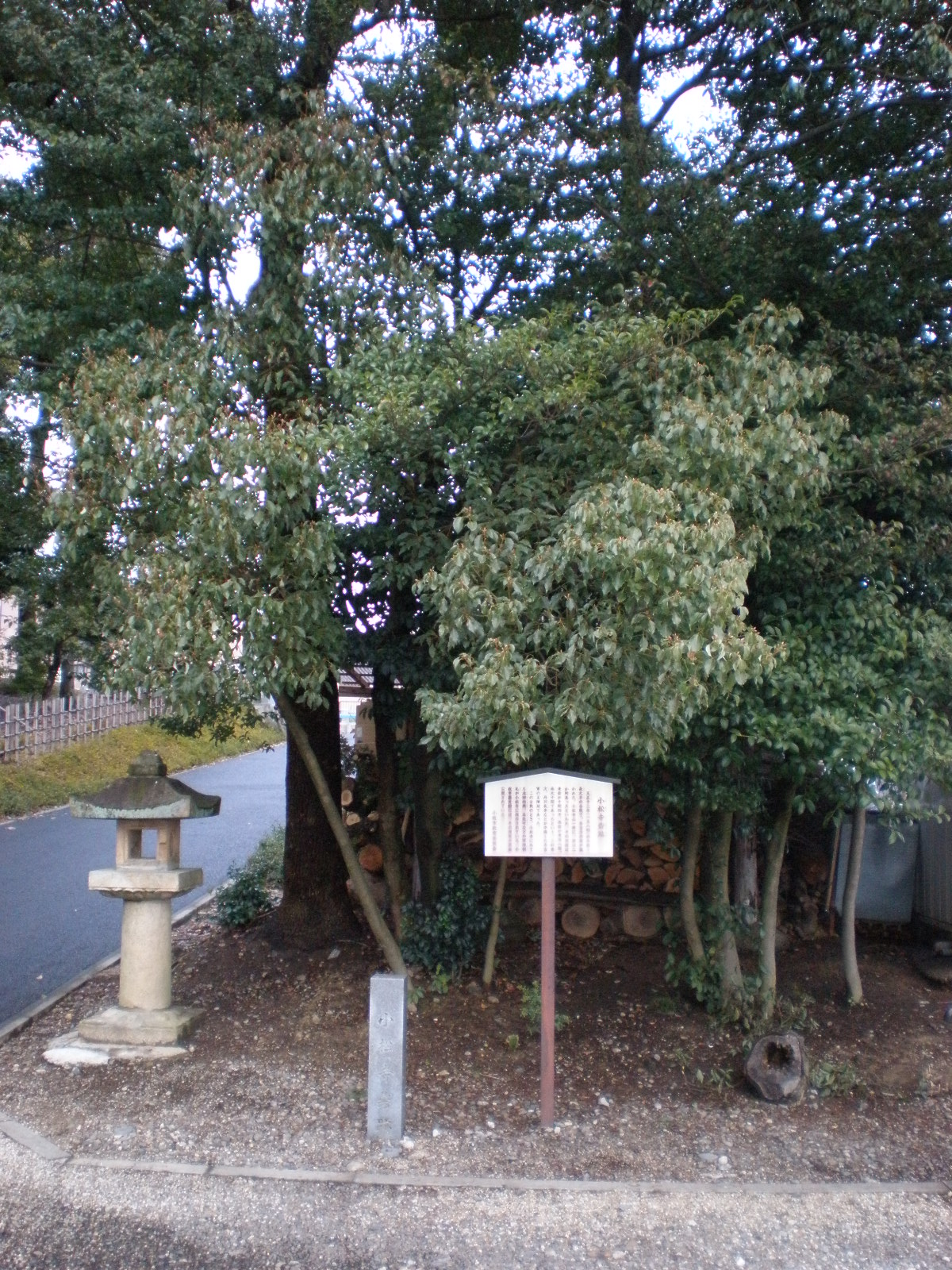
小松寺砦跡

小松寺砦跡（こまつじとりであと）または小松寺山砦跡（こまつじやまとりであと）は、天正12年（1584年）の小牧・長久手の戦いの折り、豊臣方が築いた砦跡である。羽柴信吉と丹羽長秀などが約8千の兵を率いて布陣した。砦は東西2つ設けられ、規模は東砦が十間四方、西砦が東西八間・南北十間あったとされている。

## 年表
- 天正12年（1584年） - 小牧・長久手の戦いで小松寺砦が築かれる。
- 宝暦4年（1754年）頃 - 創建

## 所在地
愛知県小牧市大字小松寺字法華山1119

## 交通機関
- こまき巡回バスの「小松寺」停留所下車、徒歩4分。